# ITRON
ITRON è un sistema operativo.

## Progetto TRON
TRON è un sistema operativo real-time open ed è l'acronimo di "The Real-time Operating system Nucleus". Il progetto fu iniziato nel 1984 dal Prof. Dr. Ken Sakamura dell'università di Tōkyō.
Scopo del progetto è quello di creare una architettura per computer e reti ideale, che possa coprire il maggior numero di ambiti possibili.
Il sistema TRON e più specificamente la versione ITRON (Industrial TRON) è uno dei sistemi operativi maggiormente utilizzati al mondo ed è incorporato in milioni di dispositivi elettronici. Nonostante sia utilizzato principalmente da produttori giapponesi, ha guadagnato una buona popolarità anche nel resto del mondo. Una delle difficoltà nel suo utilizzo è stata la mancanza di specifiche e documentazione in lingue diverse dal giapponese.

## L'architettura TRON
TRON non specifica l'implementazione del sistema ma solo un insieme di interfacce e guide di progetto che ogni sistema TRON deve seguire nell'implementazione del kernel.
Questo permette a compagnie diverse di creare il proprio sistema TRON, basato sulle specifiche, che può essere adattato a differenti CPU e microcontrollori.
Mentre le specifiche di TRON sono liberamente disponibili, il codice sorgente di una implementazione TRON può non esserlo, perché il progetto TRON permette che il codice sorgente basato sulle sue specifiche sia proprietario.

## I sistemi derivati
Le specifiche TRON definiscono architetture complete per differenti ambiti, tra cui:
- ITRON
- Industrial TRON. È una architettura real-time per sistemi embedded ed è la versione più popolare dell'architettura TRON
- JTRON
- Java TRON. È una derivazione di ITRON per permettere l'uso di una piattaforma Java
- BTRON
- Business TRON, architettura pensata per personal computer, workstation e PDA, utilizzabile per creare interfacce Uomo-Macchina.
- CTRON
- Central and Communications TRON. Pensata per mainframes e sistemi di telecomunicazione, switch di rete, bridge. È lo standard de facto delle compagnie di telecomunicazione giapponesi.
- MTRON
- Macro TRON, per interconnessioni tra differenti componenti TRON.

## Storia
Il progetto TRON fu ufficialmente lanciato nel 1984 e un anno dopo la NEC annunciò la nascita della prima implementazione basata su specifiche ITRON/86.
Nel 1986 fu fondata l'associazione TRON Kyogikai e la Hitachi implementò una versione ITRON basata su specifiche ITRON/68K. Nello stesso anno fu tenuto il primo simposio del progetto TRON. Nel 1987 fu la Fujitsu ad annunciare una implementazione ITRON con specifiche ITRON/MMU, la Mitsubishi Electric con ITRON/32 ed Hitachi introdussero il microprocessore a 32bit Gmicro/200, basato su specifiche TRON VLSI CPU.
Nel 1989 Matsushita introdusse il primo BTRON PC, una macchina che stupì l'industria con le sue prestazioni avanzate. 
Il BTRON PC era basato su un 80286 INTEL a 8 mHz di clock e 2 Mbyte di memoria e disponeva di capacità grafiche avanzate per l'epoca. Inoltre disponeva di un doppio avvio (dual boot) che consentiva la scelta tra il sistema BTRON o il più limitato MS-DOS.
Quando però il governo giapponese annunciò che avrebbe installato il sistema BTRON PC su tutte le macchine nelle scuole giapponesi, il governo degli Stati Uniti intervenne e definì l'iniziativa giapponese una minaccia per il mercato e minacciò ritorsioni.
Il Giappone, dipendente dalle sue esportazioni negli USA, dovette fermare il piano.
Il governo degli USA più tardi minimizzò le sue pretese, ma ormai il danno era fatto e quasi tutte le compagnie giapponesi coinvolte nelle iniziative BTRON PC avevano già cancellato di fatto tutti i loro progetti.
Tuttavia ITRON, avendo un impatto meno visibile, è sopravvissuto ed è incorporato in milioni di gadget giapponesi, elettronica per auto, robot e satelliti.
ITRON è largamente utilizzato in Cina come sistema di automazione industriale.

## Amministrazione
L'amministrazione del progetto TRON è affidata alla TRON association.